# TGM4型柴油机车
TGM4型柴油机车（俄语：ТГМ4）是苏联铁路的调车柴油机车车型之一，由柳季诺沃内燃机车制造厂设计制造，于1971年研制成功，1974年投入批量生产。

## 发展历史

### TGM4
该型柴油机车是在TGM3B、TGM6A型柴油机车的基础上发展而成，同时结合了两者的特点，其车体结构与TGM3B型机车相同，而转向架部分则与TGM6A型机车相同。机车采用底架承载结构罩式车体，车体各项载荷全部由底架承担，底架和车体重量通过四点式旁承由两台二轴转向架支承，牵引力和制动力通过心盘传递。车体尺寸与TGM3B型机车完全一致，车钩中心间距为12600毫米，采用外走廊式罩式结构，司机室位于车体中部，为司机提供良好的嘹望视野。机车走行部为两台二轴转向架，轴箱采用导框式定位结构，构架采用铸钢件及钢板焊接结构，一系悬挂由螺旋弹簧、钢板弹簧、均衡梁等组成，转向架轴距为2100毫米，转向架中心距为6000毫米。
机车装用一台211Д-1型柴油机（苏联国家标准GOST型号为6ЧН 21/21）。该型柴油机为六气缸、四冲程、机械增压的V型高速柴油机，气缸直径为210毫米，活塞行程为210毫米，额定转速为每分钟1400转，装车功率为750马力，单位燃料消耗量为160克/有效马力·小时。机车冷却系统的风扇采用静液压驱动。
机车传动装置采用液力传动，安装了一台卡卢加机械制造厂生产的УГП-750-2Т型标准化液力传动装置。液力传动装置安装于底架之上车体内部，柴油机通过联轴节及变速齿轮箱将功率传递到液力传动箱，再从液力变速箱的工况齿轮输出，以两根万向轴分别传给两台转向架上的车轴齿轮箱，从而驱动轮对。液力传动装置由两个液力变扭器及一个液力偶合器组成，其液力传动机构、工况及回动齿轮机构整合在同一箱体内，变扭器的换档是根据机车运行速度和司机控制器级位进行自动转换。
TGM4型柴油机车的标准整备重量为80吨，而取消压铁配重后可改为68吨，称为TGM4A型机车。机车轮周牵引功率为500马力，机车具有调车和干线小运转两种牵引模式，可根据使用需要通过工况齿轮换档调节。当机车重量为80吨时，在调车模式下最高速度为27公里/小时，持续速度为5公里/小时，持续牵引力为226千牛（23000公斤）；而在小运转模式时最高速度为55公里/小时，持续速度为15公里/小时，持续牵引力为88千牛（9000公斤）。当机车重量为68吨时，在调车模式下持续速度为5公里/小时，持续牵引力为194千牛（19800公斤）。
从1971年至1989年，柳季诺沃内燃机车制造厂共生产了2918台TGM4A型柴油机车及2659台TGM4型柴油机车。

### TGM4B
1989年，柳季诺沃内燃机车制造厂在TGM4型机车的基础上，开发了现代化的TGM4B型柴油机车。该型机车采用了许多TGM14、TGM6D型机车的新技术和零部件，装用一台211Д3М型柴油机，装车功率提高到814马力，机车轮周牵引功率提高到550马力，构造速度提高到65公里/小时，后期生产的机车改为采用无导框式轴箱转向架。截至2012年，柳季诺沃内燃机车制造厂共生产了1069台TGM4B型柴油机车。

## 参看
- TGM3型柴油机车
- TGM6型柴油机车
- TEM2型柴油机车